# Gschieß (Weiding)
Gschieß ist ein Gemeindeteil der Gemeinde Weiding im Landkreis Cham des Regierungsbezirks Oberpfalz im Freistaat Bayern.

## Geografie
Gschieß liegt 5 Kilometer nordwestlich von Weiding, 3 Kilometer östlich der Staatsstraße 2146 und 4 Kilometer nordwestlich der Bundesstraße 20. Nördlich von Gschieß erhebt sich der 740 Meter hohe Hagenberg und westlich der 619 Meter hohe Kielberg. n einem Hochtal zwischen Hagenberg und Kielberg entspringt der Gschießer Bach und fließt Richtung Südosten 300 Meter südlich an Gschieß vorbei.

## Name
Der Ortsname Gschieß kann auf verschiedene Ursprünge zurückgeführt werden:
- die vom Hagenberg und Kielberg in südöstlicher Richtung hin abschüssige Lage in eine Talmulde.[4]
- von althochdeutsch „geses“ mit der Bedeutung „hier sein“, „hier gesessen“.[5]
- von böhmisch kříž = Kreuz, was etwa krschiejsch gesprochen wird und oberpfälzisch zu gschiess verballhornt wurde.

## Geschichte
1752 gehörte Gschieß zum Hinteren Amt des Gerichtes Cham. Gschieß hatte 6 Anwesen, darunter ein Gemeinde-Hüthaus. Eigentümer waren Weißmantel, Scheyerl, Hauser, Spiegl, Schleiffer.
1808 wurde die Verordnung über das allgemeine Steuerprovisorium erlassen. Mit ihr wurde das Steuerwesen in Bayern neu geordnet und es wurden Steuerdistrikte gebildet. Dabei kam Gschieß (auch: Gschüß) zum Steuerdistrikt Dalking. Der Steuerdistrikt Dalking bestand aus den Ortschaften Dalking, Döbersing, Gschieß und Reisach. 1821 wurden im Landgericht Cham Gemeinden gebildet. Dabei wurde Dalking landgerichtsunmittelbare Gemeinde. Sie war mit dem Steuerdistrikt Dalking identisch.
Ab 1867 gehörten zur Gemeinde Dalking die Dörfer Dalking, Döbersing und Reisach, die Weiler Gschieß und Zelz und die Einöde Dürnwies⊙. Ab dem Ortsverzeichnis von 1904 wurde die Einöde Dürnwies nicht mehr aufgeführt, nur noch in der Kirchenmatrikel von 1916. Der Name der Einöde Dürrnwies ist bis in die Gegenwart in der Dürrnwiesstraße von Reisach nach Dalking erhalten. 1978 wurde die Gemeinde Dalking und damit auch Gschieß nach Weiding eingemeindet.

## Pfarreizugehörigkeit
Gschieß gehörte zunächst zur Pfarrei Arnschwang. 1697 wurde Dalking zur Pfarrei erhoben. Sein erster Pfarrer war bis 1702 Johann Michael Göltinger. Die Pfarrei Dalking umfasste die Ortschaften Dalking, Balbersdorf, Döbersing, Dürrnwies, Friedendorf, Großpinzing, Gschieß, Habersdorf, Kleinpinzing, Klinglhof, Pinzing, Reisach, Rettenhof, Steinwies⊙ (heute noch Straßenname am Westrand von Dalking), Weiding, Zelz. 1924 wurden Balbersdorf und Klinglhof und 1962 Habersdorf nach Waffenbrunn umgepfarrt. Die 1886 an Stelle einer Kirche aus dem 18. Jahrhundert erbaute Pfarrkirche von Dalking wurde 1965 durch eine größere Kirche ersetzt. 1997 bestand die Pfarrei Dalking aus den Ortschaften Dalking, Döbersing, Friedendorf, Gschieß, Pinzing, Reisach, Rettenhof, Schlammering, Weiding und Zelz. Ihr gehörten insgesamt 1774 Katholiken und 127 Nichtkatholiken an. 1997 hatte Gschieß 37 Katholiken.
- Karte mit allen Koordinaten der ehemaligen Einöden:
- OSM |
- WikiMap

## Einwohnerentwicklung ab 1838
| Jahr | Einwohner | Gebäude |
| ---- | --------- | ------- |
| 1838 | 42        | 5       |
| 1861 | 47        | 28      |
| 1871 | 53        | 25      |
| 1885 | 45        | 7       |
| 1900 | 55        | 10      |
| 1913 | 37        | 6       |

| Jahr | Einwohner | Gebäude |
| ---- | --------- | ------- |
| 1925 | 49        | 7       |
| 1950 | 53        | 8       |
| 1961 | 40        | 7       |
| 1970 | 33        | k. A.   |
| 1987 | 35        | 6       |
| 2011 | 40        | k. A.   |